# Rivière du Lac Onésime
Pour les articles homonymes, voir Onésime.
La rivière du Lac Onésime est un affluent de la rivière Saguenay, coulant dans la ville de Saguenay, dans la région administrative de Saguenay–Lac-Saint-Jean, dans la province de Québec, au Canada.
La vallée de la rivière du Lac Onésime est desservie par le chemin Wilbrod, le chemin Saint-André et la Montée Duperré, surtout pour les besoins de la foresterie et de l’agriculture.
L’agriculture constitue la principale activité économique dans la zone de la rivière du lac Onésime ; la foresterie, en second.
La surface de la rivière du Lac Onésime est habituellement gelée du début de décembre à la fin mars, toutefois la circulation sécuritaire sur la glace se fait généralement de la mi-décembre à la mi-mars.

## Géographie
Les principaux bassins versants voisins de la rivière du Lac Onésime sont :
- côté nord : rivière Saguenay ;
- côté est : ruisseau Savane, rivière aux Sables, rivière Chicoutimi ;
- côté sud : rivière Dorval, lac Potvin, lac Charnois, rivière Cascouia, lac Kénogami ;
- côté ouest : ruisseau Dupéré, rivière Dorval, rivière Bédard, ruisseau Rouge, lac Saint-Jean.

La rivière du lac Onésime prend sa source au lac Onésime (longueur : 0,7 km ; altitude : 169 m) dans la municipalité de Larouche. À partir de sa source (lac Onésime), la rivière du lac Onésime coule vers le nord sur 2,5 km avec une dénivellation de 102 m en zone forestière et agricole. Le cours de ce ruisseau couple le chemin Saint-Wilbrod et le chemin Saint-André.
Le cours de la rivière du lac Onésime se déverse au fond de l’Anse à Brillant sur la rive sud de la rivière Saguenay. Cette confluence est située à :
- 0,8 km au sud de la rive nord de la rivière Saguenay ;
- 5,2 km au nord de la route 170 ;
- 10,8 km en aval de la confluence de la rivière Dorval et de la rivière Saguenay ;
- 13,6 km au nord-ouest du centre-ville de Jonquière ;
- 18,8 km à l’est du centre-ville d’Alma[2].

À partir de l’embouchure de la rivière du Lac Onésime, le courant suit le cours de la rivière Saguenay sur 112 km vers l’est jusqu’à Tadoussac où il conflue avec l’estuaire du Saint-Laurent.

## Toponymie
Le terme « Onésime » constitue un prénom d'origine française.
Le toponyme « rivière du Lac Onésime » a été officialisé le 28 août 1980 à la Banque des noms de lieux de la Commission de toponymie du Québec.